# Andrezieux Challenger
L'Andrezieux Challenger è stato un torneo professionistico di tennis giocato su campi in cemento indoor. Faceva parte dell'ATP Challenger Series. Si giocava annualmente ad Andrézieux-Bouthéon in Francia.
Thierry Ascione detiene il record nel singolare con tre titoli vinti, mentre Julien Benneteau in coppia con Nicolas Mahut hanno il record nel doppio con due titoli.

## Albo d'oro

### Singolare
| Anno | Campione            | Finalista     | Punteggio              |
| ---- | ------------------- | ------------- | ---------------------- |
| 2007 | Thierry Ascione (3) | José Acasuso  | 7–6(6), 2–6, 6–2       |
| 2006 | Gilles Elseneer     | Gilles Simon  | 4–6, 6–1, 6–4          |
| 2005 | Thierry Ascione (2) | Stan Wawrinka | 6–1, 6–3               |
| 2004 | Julien Benneteau    | Dick Norman   | 6(8)–7, 7–6(5), 7–6(5) |
| 2003 | Thierry Ascione (1) | Karol Beck    | 6–4, 6–2               |
| 2002 | Julian Knowle       | Julien Varlet | 6–2, 6–4               |
| 2001 | Nenad Zimonjić      | Jan Hernych   | 7–6(5), 6–2            |

### Doppio
| Anno | Campioni                               | Finalisti                             | Punteggio        |
| ---- | -------------------------------------- | ------------------------------------- | ---------------- |
| 2007 | Martín García Sebastián Prieto         | José Acasuso Diego Hartfield          | 6–3, 6–1         |
| 2006 | Julien Benneteau (2) Nicolas Mahut (2) | Grégory Carraz Antony Dupuis          | 6–4, 6–4         |
| 2005 | Nicolas Thomann Alexander Waske        | Robert Lindstedt Jean-Claude Scherrer | 7–6(2), 7–6(4)   |
| 2004 | Yves Allegro Jean-François Bachelot    | Alexander Peya Rogier Wassen          | 6–4, 5–7, 6–4    |
| 2003 | David Škoch Lovro Zovko                | Stephen Huss Jeff Tarango             | 7–6(4), 0–6, 6–3 |
| 2002 | Julian Knowle Jürgen Melzer            | Aleksandar Kitinov Todd Perry         | 6–4, 6(5)–7, 6–1 |
| 2001 | Julien Benneteau (1) Nicolas Mahut (1) | Noam Behr Jonathan Erlich             | 6–3, 6–3         |